# كلايتون دومينغيش
كلايتون دومينغيش (بالبرتغالية: Kleiton Domingues‏) (2 أبريل 1988 في البرازيل – )؛ هو لاعب كرة قدم كان يلعب كلاعب وسط.

## وصلات خارجية
- كلايتون دومينغيش على موقع رابطة كرة القدم اليابانية للمحترفين (اليابانية)
- كلايتون دومينغيش على موقع قاعدة بيانات كرة القدم.إي يو (الإنجليزية)
- كلايتون دومينغيش على موقع Soccerway.com (الإنجليزية)
- كلايتون دومينغيش على موقع عالم كرة القدم.نت (الإنجليزية)